# Канатний провулок
Канатний провулок — коротка (150 м) вулиця в Одесі, в історичній частині міста, від вулиці Велика Арнаутська до вулиці Мала Арнаутська паралельно вулиці Леонтовича.

## Історія
Назву отримав по канатним заводам Мєшкова (був розташований по лівій стороні вулиці Базарній майже що до майбутньої вулиці Леонтовича) і Новикова (розташовувався від Канатної вулиці до вулиці Леонтовича уздовж Великої Арнаутської, згодом був реорганізований в акціонерне товариство «Стальканат»).
З 1905 по 1907 рік на сусідній з провулком, Малій Арнаутській вулиці, в будинку № 9, жив молодший брат Володимира Ілліча Леніна Дмитро Ілліч Ульянов (1874—1943), що послужило підставою в 1966 році дати провулку ім'я Ульянова. У 1997 році історичну назву було повернуто.

## Пам'ятки

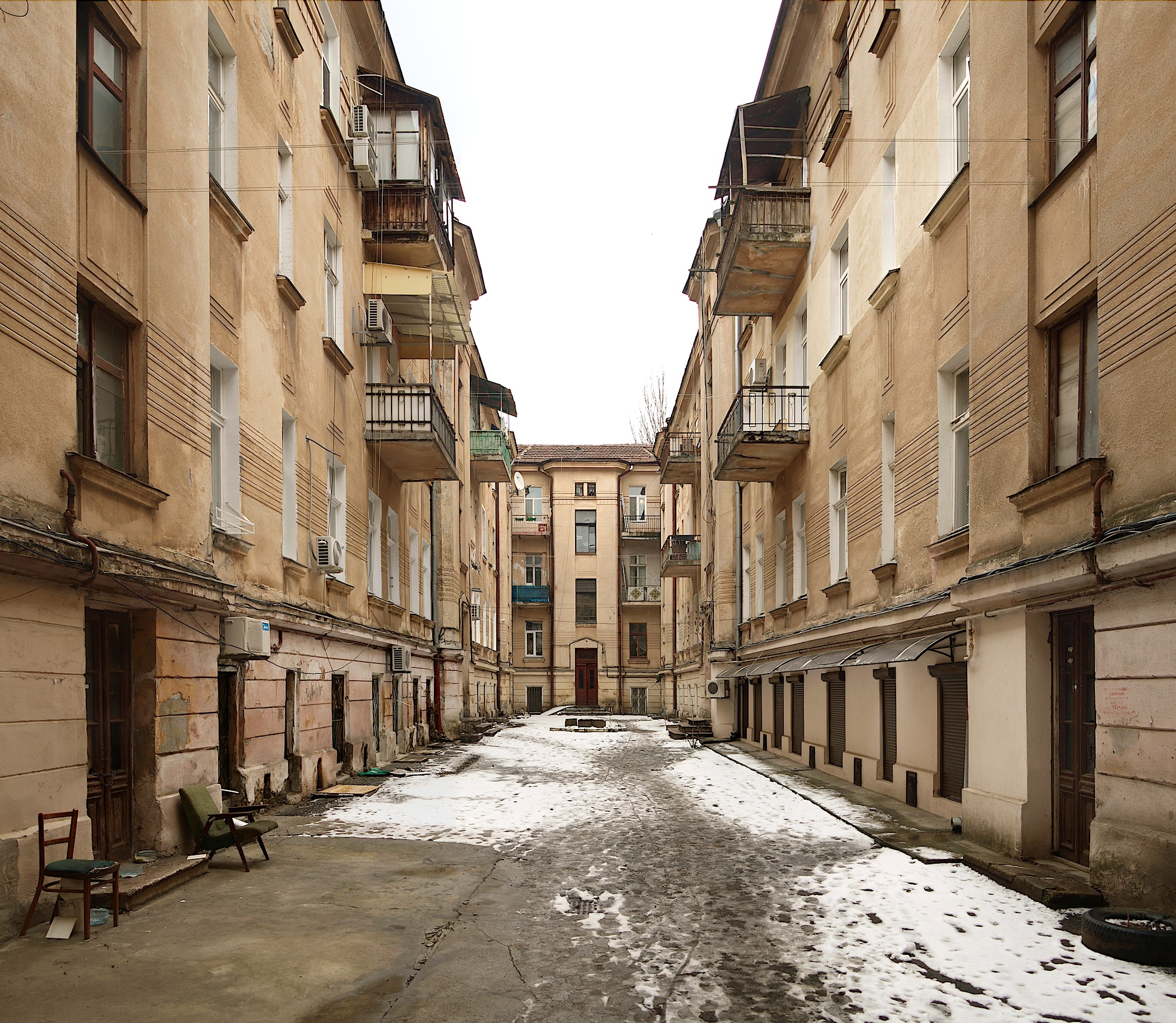
Прибутковий будинок Вселюбських

- Будинок № 1 — Колишня гімназія Панченко, (1911, арх. М. М. Добровольський)
- Будинок № 5 — Колишній прибутковий будинок Вселюбських, (1909, арх. Л. М. Чернігів, Я. С. Гольденберг)